# Johann August Ernesti
Johann August Ernesti (født 4. august 1707, død 11. september 1781) var en tysk teolog og filolog.
Johann August Ernesti blev født i Tennstadt i Thüringen, hvor hans fader var præst og forstander for menighedsrådene i Thüringen, Salz og Sangerhausen. Som 16-årig blev han sendt til den berømte sachsiske klosterskole i Pforta (Schulpforta). Som 20-årig blev han immatrikuleret ved universitetet i Wittenberg og studerede senere på universitetet i Leipzig. I 1730 blev han udnævnt til magister på det filosofiske fakultet. I det følgende år accepterede han embedet som konrektor på Thomas-skolen i Leipzig, hvor Johann Matthias Gesner var rektor, som han opnåede at efterfølge i stillingen i 1734. I 1742 blev han udnævnt til overordentlig professor i oldtidens litteratur på Leipzigs universitet, og i 1756 professor i retorik. Samme år modtog han doktorgraden i teologi og i 1759 blev han udnævnt som professor på det teologiske fakultet. Ved hjælp af sin lærdom og sin måde at disputere på, samrbejdede han med Siegmund Jacob Baumgarten fra Halles universitet (1706-1757) i at udvikle den samtidige dogmatiske teologi fra dens mange skolastiske og mystiske udvækster og var således med til at lægge grunden til en revolution indenfor teologien. Han død efter kort tids sygdom som 76-årig.
Foruden sine skrifters høje kvalitet, er Ernesti først og fremmest kendt for sin indflydelse på den hellige og profane kritik i Tyskland. Sammen med Johann Salomo Semler stod han for revolutionen indenfor lutheransk teology og i samspænd med Gesner grundlagde han en ny skole indenfor studiet af den antikke litteratur. Han opdagede grammatiske spidsfindigheder i latin i forbindelse med de på hinanden følgende tempi som havde undgået tidligere kritikeres opmærksomhed. 
Som redaktør af græske klassikerudgivelser kan Ernesti dog ikke måle sig med sine hollandske samtidige, Tiberius Hemsterhuis, L. C. Valckenaer, David Ruhnken eller sin tyske kollega Johann Jakob Reiske. Ernesti vovede ikke engang at give sig i kast med den højere litterære kritik. Men det er til hans og Gesner at æren for at have skabt, ved direkte retningslinjer og ved udførte eksempler, filologer der var bedre end dem selv, og for at have skabt gnisten til den senere nationale entusiasme for de antikke videnskaber.
Det er hovedsageligt indenfor hermeneutikken at Ernesti fremstår som en eminent teolog. Men her er hans fortjenester også anerkendte, og i tiden hvor han udgav hovedværket Institutio Interpretis N. T. i (1761), næsten helt enestående for ham. I dette værk finder vi de generelle fortolkningsprincipper, sammensat uden assistance fra nogen specifik filosofisk retning, men ved hjælp af observationer og regler der, skønt allerede udfundet af andre og anvendt i kritikken af profane skrifter, aldrig havde været brugt i den bibelske eksegese. Han var den faktiske grundlægger af den grammatisk-historiske skole. Han accepterer, såvel i de hellige skrifter som i de klassiske, kun en forklaring og det er den grammatiske, som via fortolkning er det samme som den historiske og den logiske. Som følge af dette kritiserer han de bibelfortolkeres mening, som bruger Helligåndens hellige lys som forklaring, og desuden dem der, ved helt at se bort fra sprogvidenskaben, vil forklare ord ved hjælp af genstande. Han indskrænker væsentligt "troens analogi" som en forklaringsmodel, og viser at den aldrig i sig selv kan udfinde den rigtige forklaring på ord, men kun fremsætte de forskellige muligheder for en mulig forståelse. På samme tid synes han at være ubevidst om nogensomhelst uoverensstemmelse mellem den gamle doktrin af hellig inspiration igennem bibelen og hans videnskabelige hermeneutiske princippper. 
Værker om den antikke litteratur:
- Initia doctrinae Solidioris (1736), mange senere udgaver
- Initia rhetorica (1730)
- udgaver, de fleste kommenteret, af Xenophon's Memorabilia (1737)
- Cicero (1737-1739)
- Suetonius (1748)
- Tacitus (1752)
- Skyerne af Aristophanes (1754)
- Homer (1759-1764)
- Callimachus (1761)
- Polybius (1764)
- Quaestura af Corradus
- det græske leksikon af Hedericus
- Bibliotheca Latina af Fabricius (ukomplet)
- Archaeologia lideraria (1768)
- Horatius Tursellinus De particulis (1769)

Værker indenfor teologien:
- Antimuratorius sive confutatio disputationis Muratorianae de rebus liturgicis (1755-1758)
- Neue theologische Bibliothek, bind. i. til x. (1760-1769)
- Institutio interpretis Nov. Test. (3. udgave, 1775)
- Neueste theologische Bibliothek, bind. i. til x. (1771-1775).

Foruden disse udgav han mere end 100 mindre skrifter, de fleste af disse blev samlet i de tre følgende bind: Opuscula oratoria (1762); Opuscula philologica et critica (1764); Opuscula theologica (1773).